# Mattyasovszky László
Mattyasovszky László (Liptó, 1641 februárja – Bécs, 1705. május 10.) nyitrai megyés püspök, királyi kancellár.

## Élete
Nemes, evangélikus családból származott. 1658-ban rekatolizált. Ungvárt, Nagyszombatban és Bécsben tanult mint a filozófia magistere. 1662-ben a Collegium Germanicum Hungaricum növendéke lett. 1666-ban papként tért haza, és plébános lett Szencen. 1673-tól pozsonyi kanonok és Szereden plébános. 1676-tól esztergomi kanonok. 1677-től nyitrai főesperes. 1680-tól madocsai apát, 1687-től tinnini címzetes püspök. 1689-től őrkanonok és szepesi prépost. 
1696. június 21-én lett nyitrai megyés püspök. 1696-tól királyi kancellár. Ő alapította a Nyitrai Piarista Gimnáziumot. A szegedi jezsuita házra 55 ezer forintot, a nyitrai papneveldére 15 ezer tallért, a munkaképtelen papok ellátására 5 ezer forintot, a megtért protestáns papok javára 4300 forintot, a szegény plébánosok javára 5 ezer forintot adott.